# Linaria ikonnikovii
Linaria ikonnikovii är en grobladsväxtart som beskrevs av J. Stasiak. Linaria ikonnikovii ingår i släktet sporrar, och familjen grobladsväxter.

## Underarter
Arten delas in i följande underarter:
- L. i. dolomitica
- L. i. tanymasii